# Anni Aitto
Anni Maria Aitto, född Dahlström 15 november 1892 i Suomussalmi, död 6 december 1976 i Helsingfors, var en finländsk skådespelare.
Aitto var dotter till länsman Eemeli Dahlström. Hon började verka som skådespelare vid teatern i Uleåborg 1918–1920 och studerade vid Konstuniversitetets Teaterhögskola 1920–1921. Hon arbetade därefter vid teatrarna i Tammerfors, Åbo och Helsingfors. Hon var gift med skådespelaren Jalmari Rinne 1923–1939 och hade med honom barnen Tiina, Tommi och Taneli. Aitto medverkade i 14 filmer 1928–1955 och tilldelades 1954 Pro Finlandia-medaljen.